# Grube Aurora (Lohmar)
Die Grube Aurora ist eine ehemalige Buntmetallerzgrube im Bensberger Erzrevier in Lohmar. Das Grubenfeld lag in der Umgebung von Jexmühle zwischen Bleifeld und Altenrath.

## Geschichte
In den Jahren 1825 bis 1832 fuhr man aus der Talsohle in der Umgebung der Häuser Jexmühle 18–24 auf der linken Seite des Jexmühlenbachs einen tiefen Stollen auf, in dem man nach 490 m den dort einfallenden Gang St. Georg antraf. Bei 600 m stieß man auf den Gang Begegnung und bei 640 m auf den Gang Aurora. Die Gänge waren ein bis zwei Meter mächtig und führten Blei- und Kupfererze, aber auch Zinkblende. Eine Wiederaufnahme der Arbeiten erfolgte in der Zeit von 1855 bis 1858 mit mäßigem Erfolg. 1856 hatte man in der Nähe des Stollens Aurora eine Aufbereitungsanlage gebaut, die mit Wasser aus dem Jexmühlenbach und Grubenwasser aus dem Stollen betrieben wurde.
Ein Umwandlungsantrag vom 24. Februar 1866 für das Längenfeld Aurora in ein Geviertfeld führte am 5. Dezember 1867 zur Verleihung an die Honrather Gewerkschaft. Ausgenommen von dieser Verleihung waren allerdings die Längenfelder St. Georg, Begegnung und Linné. Am 15. Juni 1874 erfolgte eine Konsolidierung aus den Einzelfeldern Aurora, Aurora Tiefstollen, Wilhelm II, Maria, Gustav I, Fortsetzung, Silberhütte I und II sowie Johanna. Bei dieser Aufzählung werden die Felder St. Georg, Begegnung und Linné nicht mehr erwähnt, so dass anzunehmen ist, dass diese bereits zu einem früheren Zeitpunkt konsolidiert waren. Das Grubenfeld Aurora war verliehen worden auf Blei-, Zink-, Kupfer- und Eisenerze. Eigentümer war AG für Bergbau, Blei- und Zinkfabrikation zu Stolberg und in Westfalen.
Seit 1905 wurden Versucharbeiten vorgenommen, über die Jahresberichte vorliegen. Mit 10 Arbeitern wurde 1905 der Johann-Wilhelm-Stollen auf seiner ganzen Länge aufgewältigt und mit den Aufwältigungsarbeiten auf den St. Georgs-Gang begonnen. Die Versuchsarbeiten mit 23 Arbeitern auf den Gängen Freudige Hoffnung, St. Georg, Begegnung und Aurora hatten 1906 keine nennenswerten Ergebnisse. Auch 1907 hatte man mit 17 Arbeitern ungünstige Ergebnisse. 1908 wurden die Aufschlussarbeiten mit zwei Arbeitern bereits im März eingestellt. Im Jahr 1909 waren sechs Arbeiter mit der Verbesserung der Wetterführung im Johann-Wilhelm-Stollen auf 60 Meter Länge beschäftigt. Das Ende der Arbeiten kam 1910. Letztmals hatte ein Arbeiter den Stollen um zwölf Meter verlängert. Dabei waren geringe Mengen an Zinkblende und Bleiglanz auf den letzten 4,5 Metern vorgefunden worden. Die Gesamtförderung betrug zwischen 1855 und 1911 rund 12.000 t Blei- und 1.060 t Zinkerze. Das nördliche Feld war wirtschaftlich ergiebiger als die anderen Teile und wurde bis auf 130 Meter Teufe aufgeschlossen.

### Grubenfeld St. Georg
Das Grubenfeld St. Georg war am 14. April 1853 verliehen worden. Es befand sich in der Nähe von Stöcken. Die bereits im Jahr 1834 durchgeführten Untertagearbeiten zeigten neben Quarz derben Bleiglanz sowie Spuren von Spateisenstein, Zinkblende und Kupferkies.

### Grubenfeld Begegnung
Das Grubenfeld Begegnung war am 30. Mai 1858 in den Oberhauser Wiesen bei Hoferberg, Wolfberg und Hoven gemutet worden. Die Verleihung erfolgte am 19. Dezember 1854. Man hatte sogleich eine 40 Meter lange Gangstrecke aufgefahren und ein 16 Meter tiefes Gesenk abgeteuft. Man fand Kupfer, Blei und Zink.

### Grubenfeld Linnée
Das Grubenfeld Linné war ursprünglich als Längenfeld am 9. Oktober 1854 gemutet worden. Nach einer Feldesbesichtigung am 23. März 1855 wurde es am 18. August 1855 auf Blei, Zink und Kupfer verliehen. Es hatte einen 18 Meter tiefen Schacht östlich von Bleisiefen am Nordrand von Oberhaus bei Bleifeld. 1855 wurden 50 Zentner Bleiglanz gefördert.